# Финский переулок (Санкт-Петербург)
Фи́нский переулок — пешеходный переулок в Санкт-Петербурге, проходит от Улицы Академика Лебедева до Площади Ленина, выходя на боковой фасад Финляндского вокзала. Примерная длина 200 метров; 11 зданий. Переулок относится к городской зоне второй категории.

## История

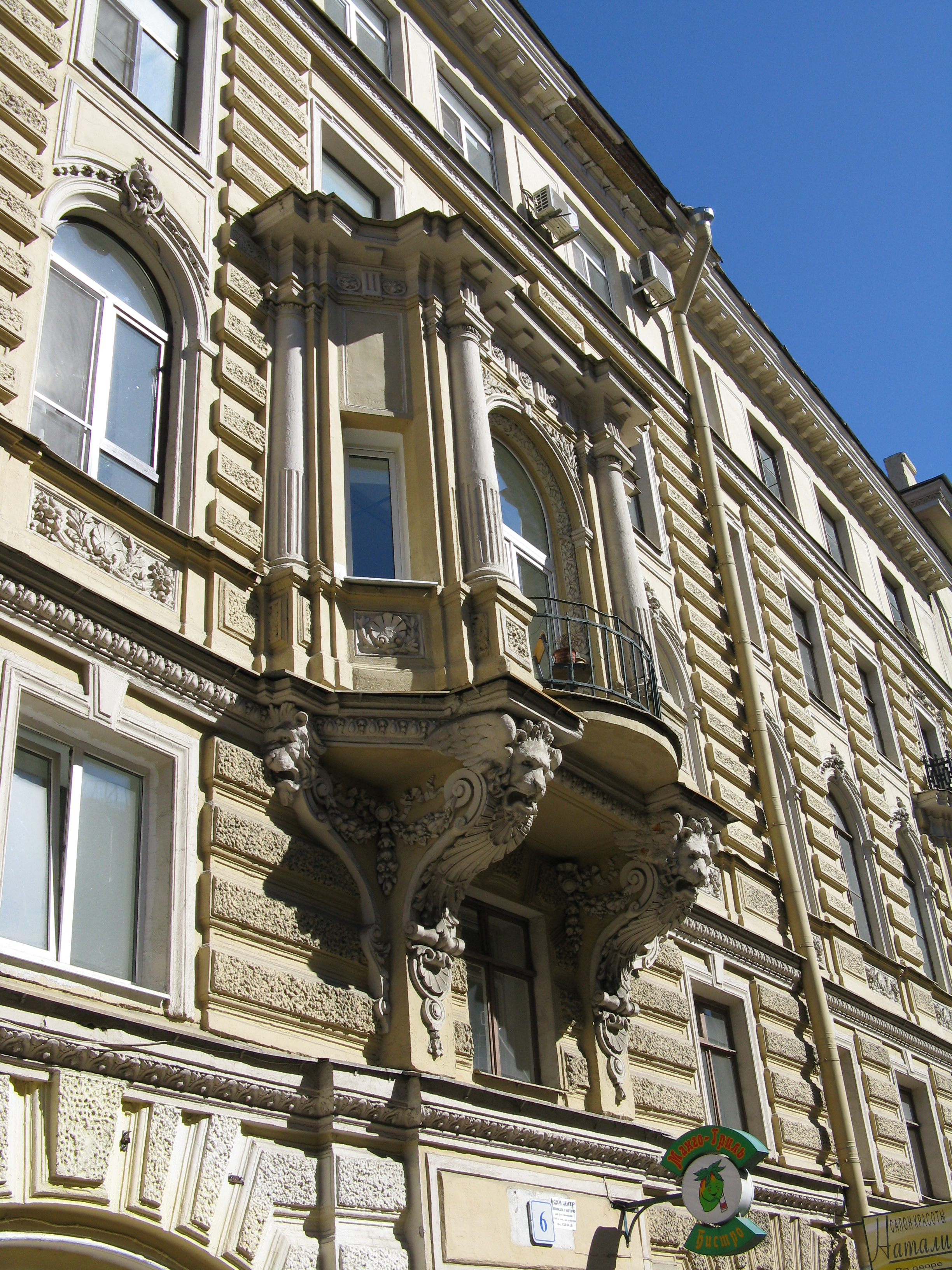
Финский переулок, дом 6 (фрагмент оформления)

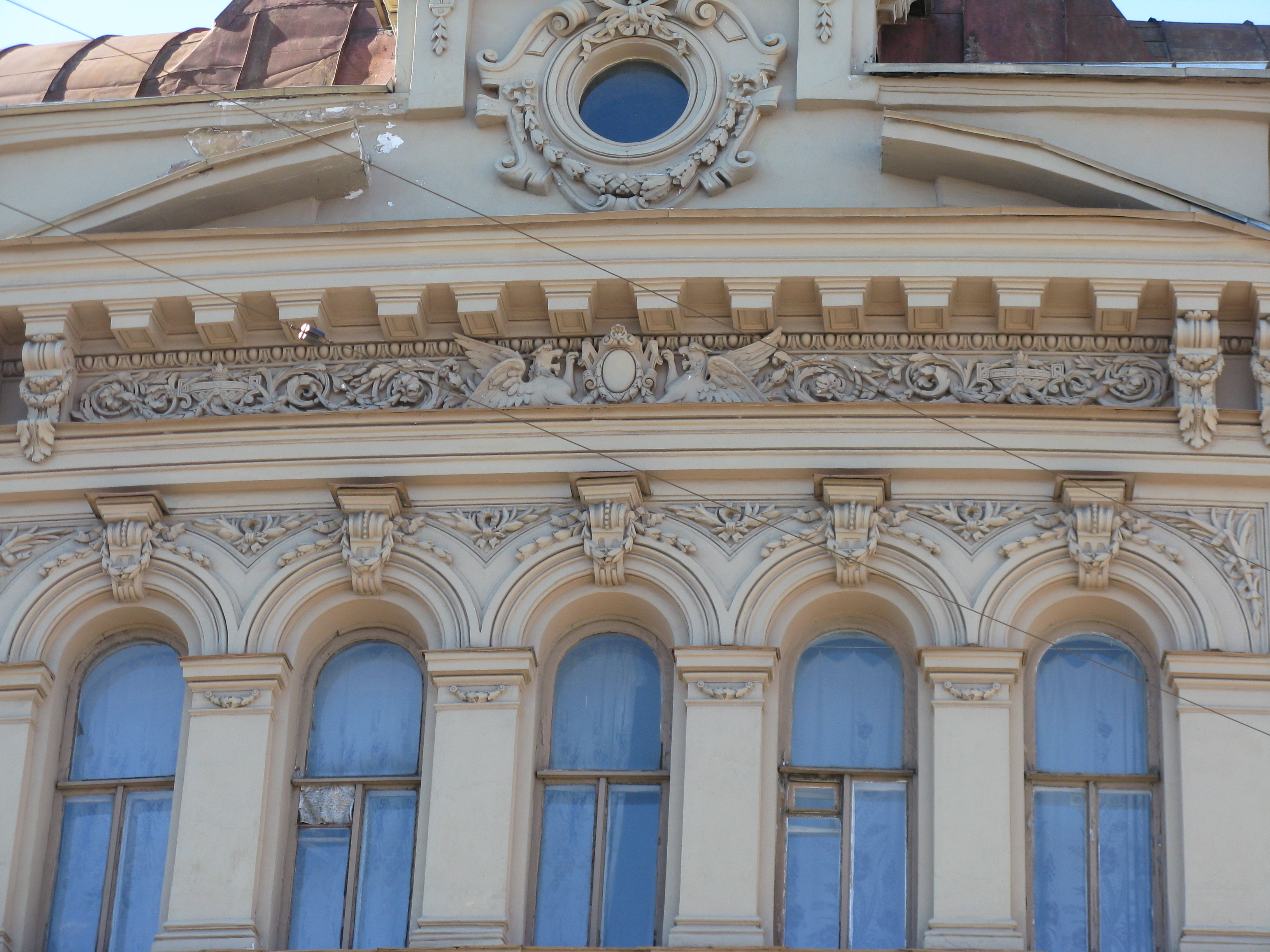
Финский переулок, дом 9 (фрагмент оформления)

Название переулку было присвоено 5 марта 1871 года. Финским он был назван по Финляндскому вокзалу. Вокзал, построенный по проекту Петра Купинского, был открыт в 1870 году, и в течение 90 лет его главный фасад был обращен в сторону переулка. В 1960 году было выстроено новое здание вокзала, которое спроектировали Николай Баранов, Петр Ашастин и Яков Лукин. Впоследствии обновилась и западная часть. Здесь появилась площадь, которой первоначально[когда?] не было. В память о первом Финляндском вокзале, на который в апреле 1917 года из Финляндии прибыл руководитель большевистской фракции РСДРП Владимир Ульянов (Ленин), напротив переулка был оставлен архитектурный фрагмент стены старого вокзала. В 2001—2004 годах переулок стал пешеходным.

## Достопримечательности
- дом 4 — дом быта[2]
- дом 5 — Выборгское восьмиклассное коммерческое училище (основано в 1906 году, в 1919 году переименовано в 157-ю трудовую школу)[3]
- дом 6 — доходный дом, 1875 год, архитектор А. Д. Шиллинг; В 1878—1884 годах в доме проживал П. Ф. Лесгафт
- дом 9 — доходный дом с торговыми помещениями С. П. Петрова. 1878—1879, архитектор П. Ю. Сюзор

## Транспорт
Ближайшая станция метро — «Площадь Ленина» 1-й (Кировско-Выборгской) линии.
Ещё со времён работы конки в переулке существовала однопутная трамвайная линия, входившая в состав конечного пункта «Финляндский вокзал». В последние годы по этой линии оборачивался маршрут № 25. Закрыта 20 октября 2000 года, пути были демонтированы к 2001 году. Также в переулке до 9 октября 2000 года работала односторонняя троллейбусная линия, по которой оборачивался маршрут № 21.